# Classe Soyang
La classe Soyang est une classe de navire auxiliaire de type Fast combat support ship (AOE, système de désignation des bâtiments de l'US Navy) de la marine de la République de Corée (ROKN). Le prototype Soyang a été mis en service en 2018. Son port d'attache est la base navale de Pusan.

## Conception
Le prototype de la classe Soyang  a été construit par le chantier naval sud-coréen Hyundai Heavy Industries (HHI) à Ulsan. Sa quille a été posée le 13 juillet 205. Le  navire a été lancé le 29 novembre 2016 et il est entré en service le 18 septembre 2018. Il est le second plus grand navire sud-coréen après les deux LPH de classe Dokdo.
Le navire a une capacité de 11,050 tonnes de fret (plus du double de son prédécesseur), dont 10,000 tonnes de carburant, le reste étant composé de munitions, de nourriture et d'autres cargaisons fixes. Une grue d'une capacité de 25 tonnes est utilisée pour la manutention du fret. Son armement est l'installation d'un Phalanx CIWS de 20 mm sur l'arc. Sur l'arrière, il dispose d'une zone d'atterrissage et un hangar pour hélicoptères.

## Unités
| Nom    | N° coque | Constructeur             | Lancement        | Mise en service   | Statut |
| ------ | -------- | ------------------------ | ---------------- | ----------------- | ------ |
| Soyang | AOE-51   | Hyundai Heavy Industries | 29 novembre 2016 | 18 septembre 2018 | Actif  |